# زعنفة ظهرية

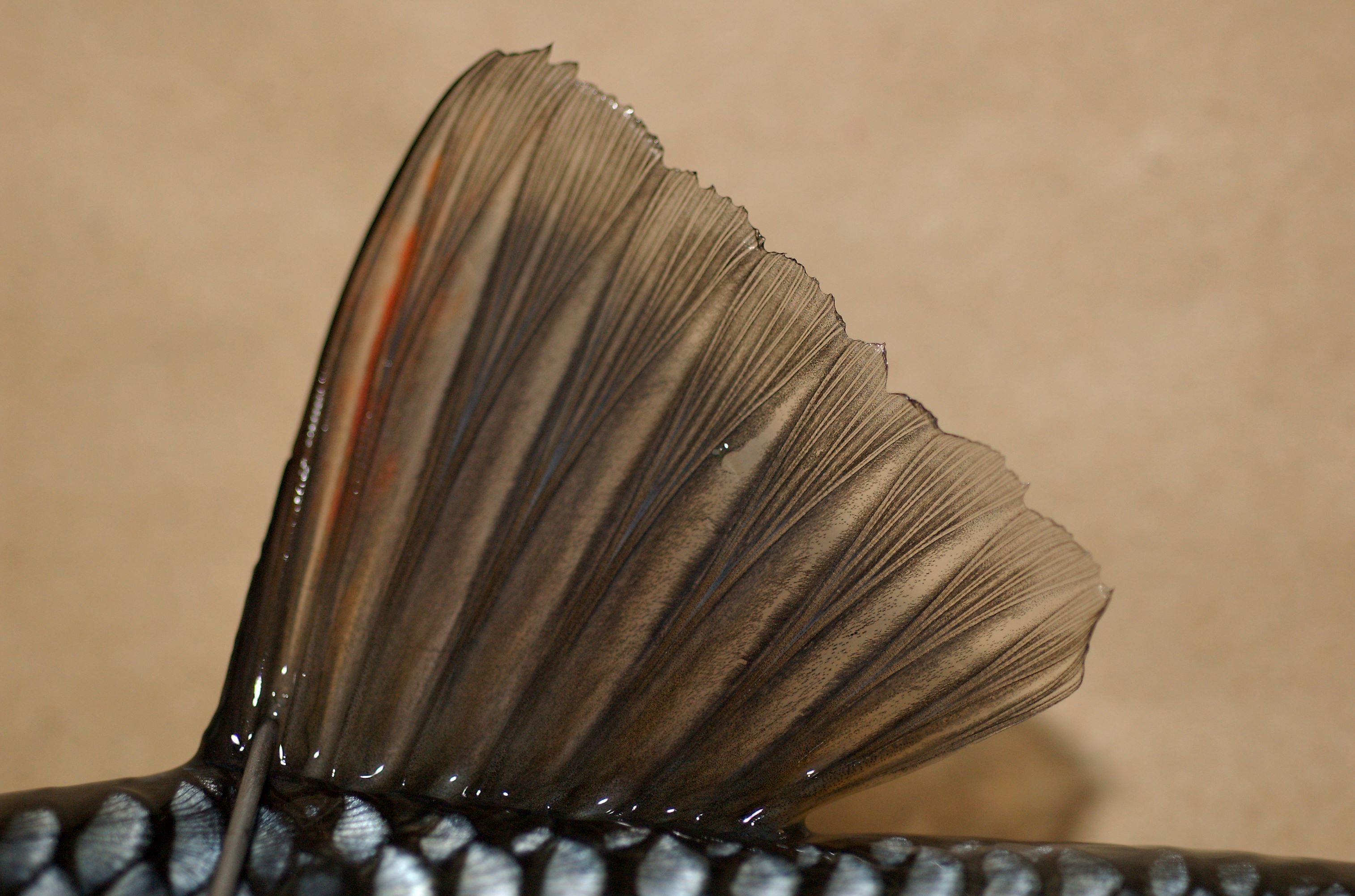
الزعنفة الظهرية عند سمك الشوب

الزعنفة الظهرية (بالإنجليزية: Dorsal Fin)‏ هي زعنفة تقع على ظهر بعض أنواع الأسماك والحيتانيات، وتعرف أحياناً باسم الزعنفة العلوية. تتمثل الوظيفة الأساسية لهذه الزعنفة في الحفاظ على الجسم من الدوران، وتلعب دوراً هاماً في الحفاظ على اتزان الجسم أثناء الالتفافات المفاجئة. يمكن أن يكون للحيوان زعنفتان، لكن ليس بشكل زوجي، وقد تستخدمها بعض الحيوانات للدفاع عن نفسها، لاحتوائها في بعض الأنواع على السموم أو الأشواك.

## معرض صور

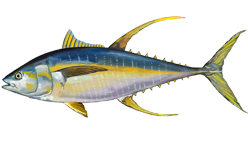
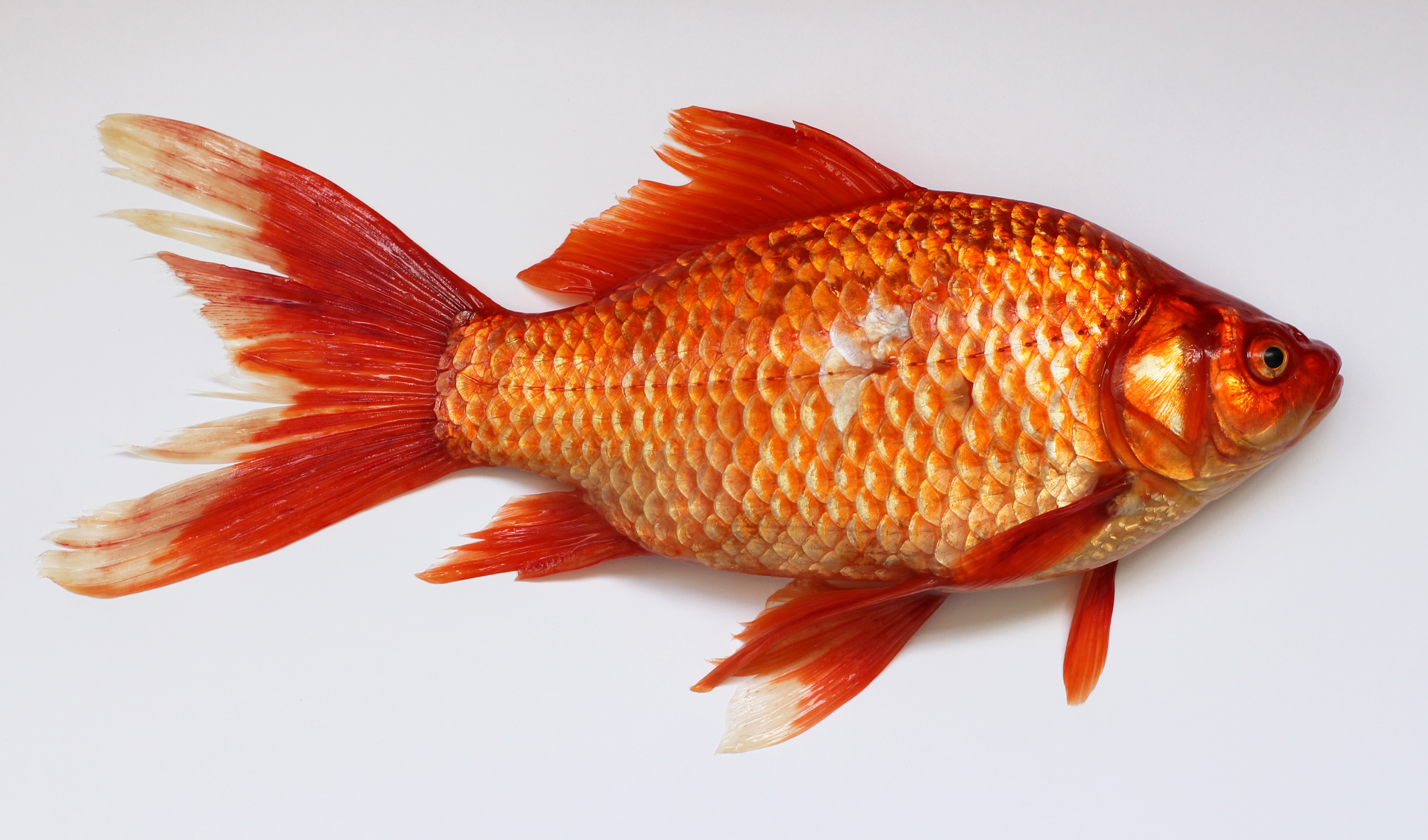